# Рейчел (Західна Вірджинія)
Рейчел (англ. Rachel) — переписна місцевість (CDP) в США, в окрузі Меріон штату Західна Вірджинія. Населення — 224 особи (2020).

## Географія
Рейчел розташований за координатами 39°31′8″ пн. ш. 80°17′56″ зх. д. / 39.51889° пн. ш. 80.29889° зх. д. (39.518898, -80.298756).  За даними Бюро перепису населення США в 2010 році переписна місцевість мала площу 0,89 км², з яких 0,88 км² — суходіл та 0,01 км² — водойми.

## Демографія
Згідно з переписом 2010 року, у переписній місцевості мешкало 248 осіб у 104 домогосподарствах у складі 68 родин. Густота населення становила 277 осіб/км².  Було 110 помешкань (123/км²).
Расовий склад населення:
| - 96,4 % — білих - 1,6 % — чорних або афроамериканців |

До двох чи більше рас належало 2,0 %. Частка іспаномовних становила 0,0 % від усіх жителів.
За віковим діапазоном населення розподілялося таким чином: 20,2 % — особи молодші 18 років, 65,7 % — особи у віці 18—64 років, 14,1 % — особи у віці 65 років та старші. Медіана віку мешканця становила 43,8 року. На 100 осіб жіночої статі у переписній місцевості припадало 92,2 чоловіків;  на 100 жінок у віці від 18 років та старших — 96,0 чоловіків також старших 18 років.
Середній дохід на одне домашнє господарство  становив 68 140 доларів США (медіана — 68 043), а середній дохід на одну сім'ю — 83 651 долар (медіана — 69 565). 
Цивільне працевлаштоване населення становило 113 особи. Основні галузі зайнятості: освіта, охорона здоров'я та соціальна допомога — 31,9 %, сільське господарство, лісництво, риболовля — 17,7 %, виробництво — 12,4 %, мистецтво, розваги та відпочинок — 12,4 %.